# Ersig, Caraș-Severin
Ersig ( numită în trecut Iersig ) este un sat în comuna Vermeș din județul Caraș-Severin, Banat, România.

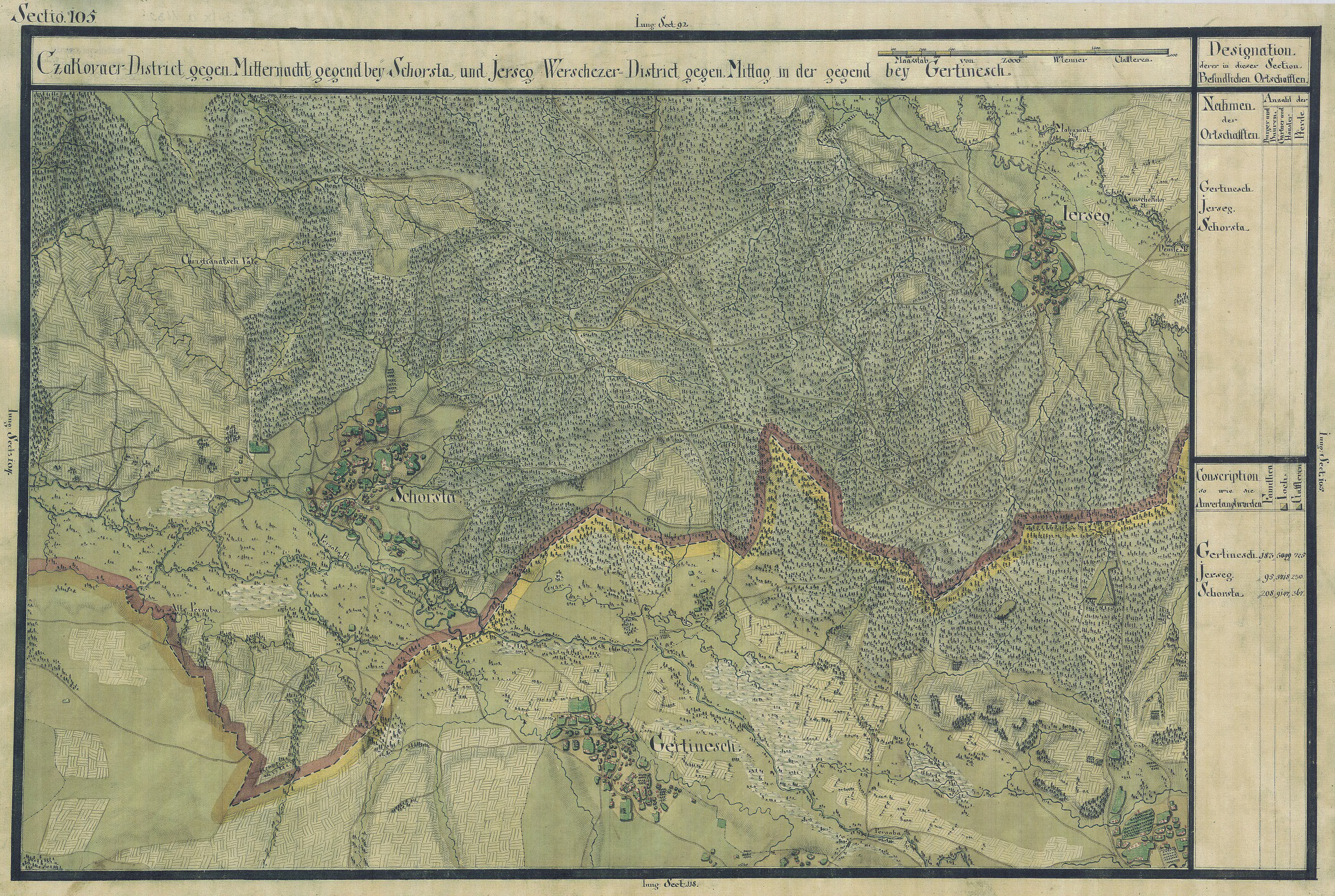
Ersig în Harta Iosefină a Banatului, 1769-72

Biserica Ortodoxa din Ersig este monument istoric, fiind unica biserica de lemn ce se mai pastreaza in Episcopia Caransebesului. În prima zi a lunii iulie, zi de duminică, Prea Sfinția Sa Episcop Lucian al Caransebeșului a săvârșit târnosirea bisericii și Sf. Liturghie arhierească la parohia Ersig din protopopiatul Reșița.
Biserica parohiei Ersig este una din bisericile de lemn monument istoric din Mitropolia Banatului și singura din Episcopia Caransebeșului. Atestată documentar în sec XVIII, însă se pare că domină comunitatea încă din sec. XVII, biserica de lemn a suferit degradare în timp și a necesitat reparații majore. Prin osteneala credincioșilor și ctitorilor, dar mai ales a preotului paroh Gabriel Băbuță, care se ostenește aici, biserica s-a recondiționat, necesitând târnosirea.
Deși parohia numără puțini credincioși, ziua de sărbătoare prilejuită de sfințirea bisericii i-a adunat pe toți laolaltă alături de Ierarhul lor.
La sfârșitul slujbei Prea Sfinția Sa a mulțumit tuturor pentru osteneala de a menține vie imaginea credinței noastre strămoșești prin păstrarea bisericii curată, recondiționată și îngrijită.

## Istorie
În Evul Mediu, se presupune că localitatea a fost centrul politico-administrativ al districtului românesc Comiat. (Istoria districtelor românești din Banatul timișan de Vicențiu Grozescu)

## Vezi și
- Biserica de lemn din Ersig